# ジョナサン・ジットレイン

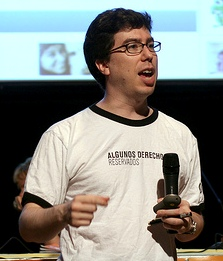
2007年撮影

ジョナサン・ジットレイン（Jonathan Zittrain）は、アメリカ合衆国の法学者。ハーバード・ロー・スクール教授。専門はインターネット法、国際法。

## 経歴
シェイディ・サイド・アカデミー卒業。イェール大学BS（認知科学・計算機科学）。ハーバード・ロー・スクールJD。ケネディ・スクールMPA。
司法省、国務省、オックスフォード大学教授を経て、ハーバード大学に赴任。